# Daniel Caligiuri
Daniel Caligiuri [ˌkalɪˈdʒuri] (* 15. Januar 1988 in Villingen-Schwenningen) ist ein ehemaliger deutsch-italienischer Fußballspieler. 

## Familie
Daniel Caligiuris älterer Bruder Marco Caligiuri (* 1984) ist ebenfalls Profifußballer. Am 29. November 2020 kam sein Sohn zur Welt.

## Karriere

### Vereine

#### SV Zimmern
Daniel Caligiuri spielte vier Jahre in der Jugend des SV Zimmern.

#### SC Freiburg (U19, Amateure und erste Mannschaft)
Im Sommer 2005 wechselte er in die Fußballschule des SC Freiburg und kam für die U-19 des SCF zum Einsatz. Bereits während seiner Juniorenzeit bestritt er seine ersten Spiele für die in der Oberliga Baden-Württemberg spielende zweite Mannschaft des Vereins. 2008 wurde er mit dem SC Freiburg II Oberligameister und stieg in die Regionalliga Süd auf.
Sein Bundesligadebüt in der ersten Mannschaft des SC Freiburg gab er am 7. November 2009, als er beim 2:1-Auswärtssieg gegen den VfL Bochum in der Startaufstellung stand. Am 10. Februar 2012 erzielte er beim 2:3 gegen VfL Wolfsburg sein erstes Bundesligator. Caligiuri wurde in der Rückrunde 2012 zum Stammspieler. Zudem war er der feste Elfmeterschütze im Team des SC Freiburg, er verwandelte jeden Strafstoß.

#### VfL Wolfsburg
Zur Saison 2013/14 wechselte Caligiuri innerhalb der Liga zum VfL Wolfsburg. Er unterschrieb einen Vertrag mit einer Laufzeit bis zum 30. Juni 2017. Sein Debüt für den VfL war am 21. September 2013 beim 2:1-Sieg gegen die TSG 1899 Hoffenheim. Am 18. September 2014 bestritt er sein erstes Spiel in einem europäischen Wettbewerb bei der 4:1-Niederlage gegen den FC Everton. Beim 2:1-Sieg bei Inter Mailand erzielte er sein erstes Tor auf internationaler Ebene. Mit dem VfL Wolfsburg errang er am 30. Mai 2015 seinen ersten Titel mit dem 3:1-Sieg des DFB-Pokal im Finale gegen Borussia Dortmund. Am 15. September 2015 bestritt er sein Debüt in der Champions League beim 1:0-Sieg gegen ZSKA Moskau.

#### FC Schalke 04
Zur Rückrunde der Saison 2016/17 wechselte Caligiuri zum FC Schalke 04, bei dem er einen bis zum 30. Juni 2020 laufenden Vertrag erhielt. Er trägt die Trikotnummer 18, in internationalen Wettbewerben teilweise die Nummer 2. Sein Bundesliga-Debüt für Schalke 04 gab er am 27. Januar 2017 bei der 0:1-Heimniederlage gegen Eintracht Frankfurt. Am 12. März (24. Spieltag) erzielte Caligiuri mit dem 3:0-Siegtreffer gegen den FC Augsburg sein erstes Tor für Schalke 04 in der Bundesliga. Er debütierte am 16. Februar 2017 in der Europa League beim 3:0-Sieg über PAOK Thessaloniki.

#### FC Augsburg
Ende Juni 2020 gab der Ligakonkurrent FC Augsburg die Verpflichtung Caligiuris, der einen Dreijahresvertrag unterzeichnete, zur Spielzeit 2020/21 bekannt. In seinem ersten Pflichtspiel für die Fuggerstädter am 12. September 2020 erzielte er den Treffer zum zwischenzeitlichen 2:0 beim 7:0-Sieg über den MTV Eintracht Celle, womit er mit dem FCA in die 2. Runde des DFB-Pokals einzog. Sein erstes Bundesligator für Augsburg schoss Caligiuri am 26. September 2020 (2. Spieltag), als er zum 2:0-Endstand gegen Borussia Dortmund traf. Insgesamt kam er in 74 Bundesligaspielen auf 11 Tore.

#### FC 08 Villingen
Zum Karriereausklang unterschrieb Caligiuri im Februar 2024 einen Vertrag beim Oberligisten FC 08 Villingen. Mit Villingen stieg er am Saisonende in die Regionalliga Südwest auf und gewann den SBFV-Pokal. Am 2. Februar 2025 gab Caligiuri im Alter von 37 Jahren sein Karriereende bekannt.

### Nationalmannschaft
Im Mai 2015 wurde Caligiuri von Trainer Antonio Conte im Rahmen der Länderspiele gegen Kroatien und Portugal erstmals für einen Lehrgang der italienischen Nationalmannschaft nominiert, schließlich jedoch nicht in den endgültigen Kader zu den zwei Partien aufgenommen.

## Erfolge
VfL Wolfsburg (2013–2017)
- DFB-Pokal-Sieger: 2014/15
- Deutscher Vizemeister: 2014/15
- DFL-Supercup: 2015

FC Schalke 04 (2017–2020)
- Deutscher Vizemeister: 2017/18